# Dacia Nova
O Dacia Nova é um automóvel fabricado pela montadora romena Dacia de 1995 a 2000.

## História

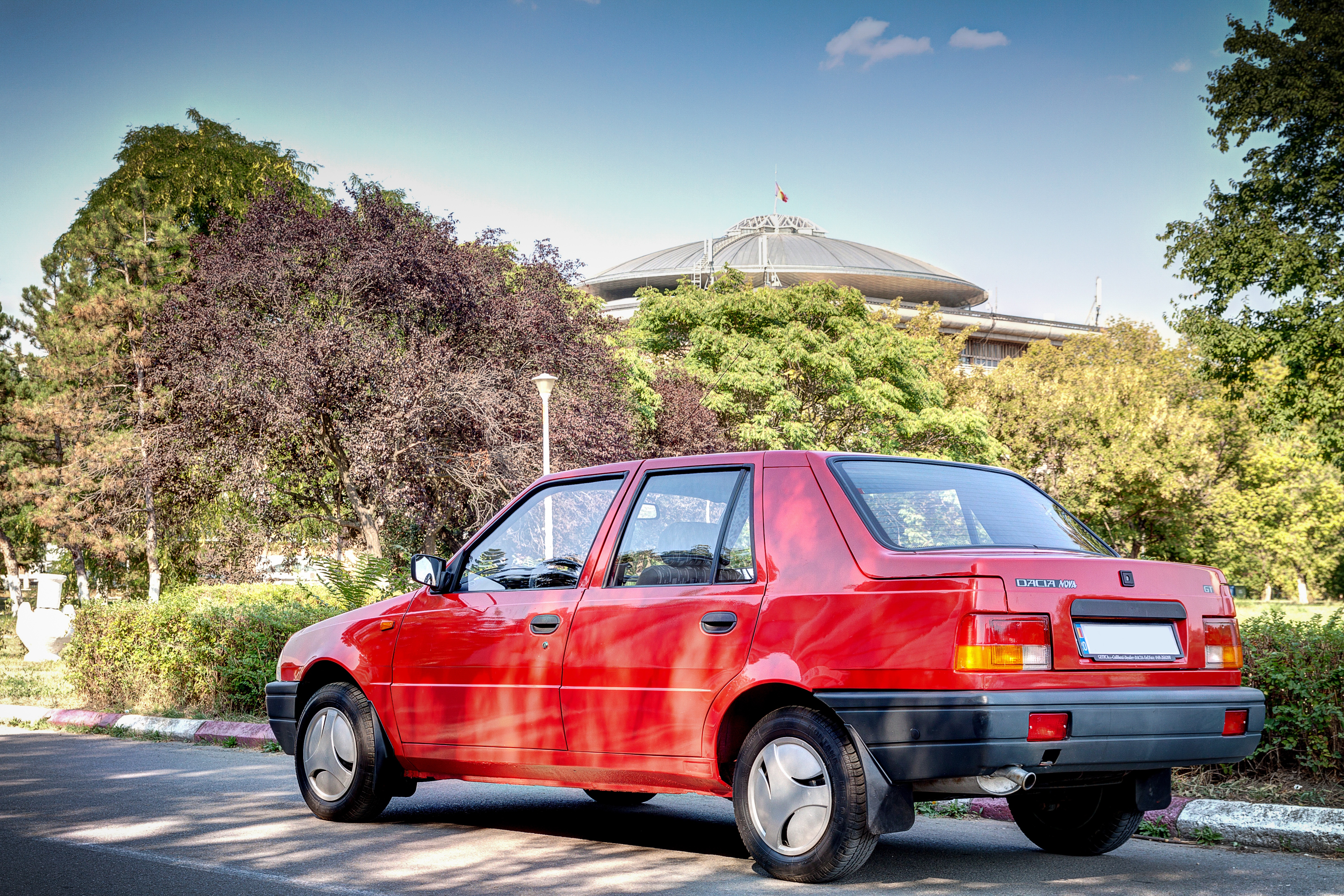
Vista traseira

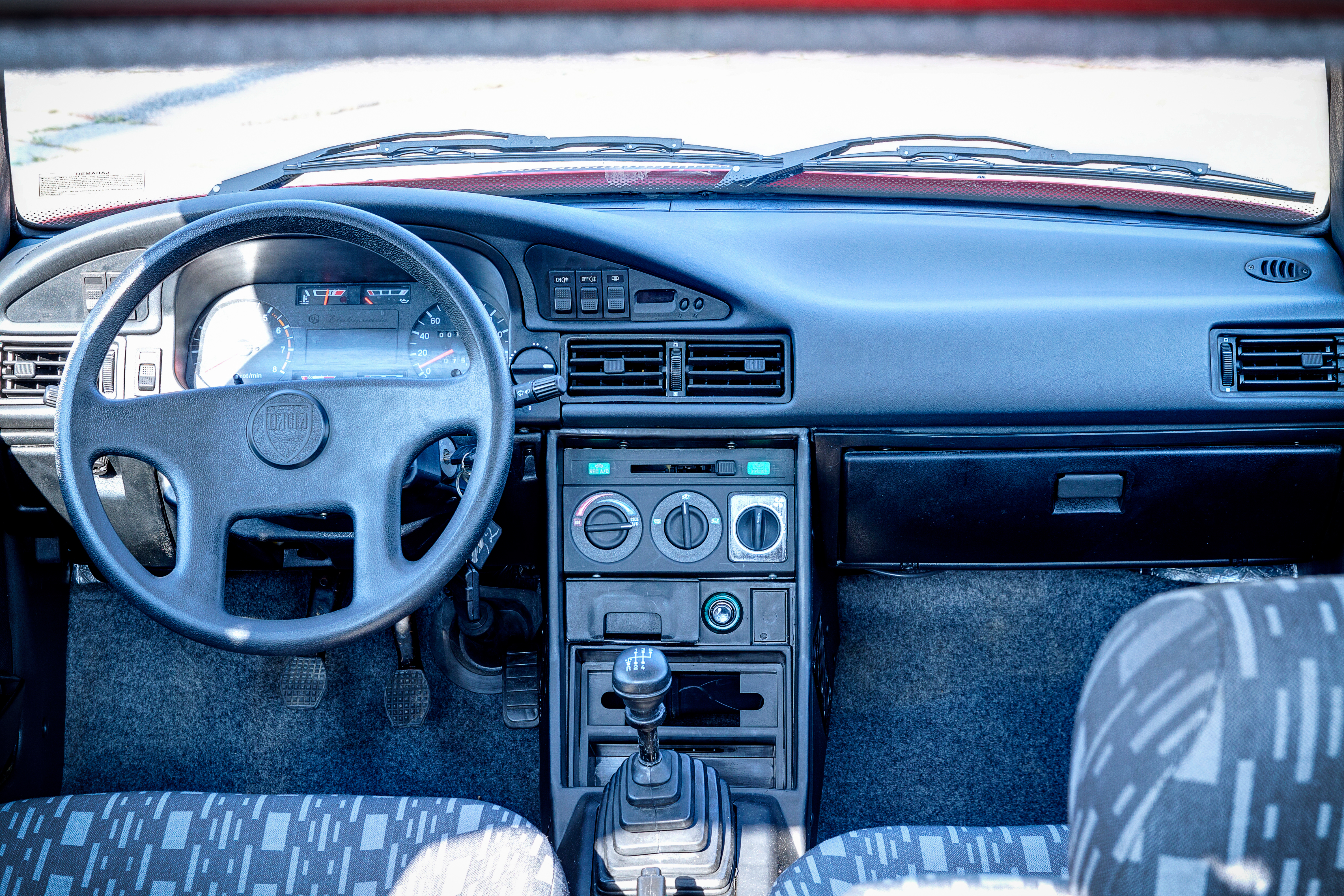
Interior

O Dacia Nova foi o primeiro modelo Dacia desenvolvido internamente e pretendia complementar a gama "Berlina" (sedã) e "Break" (perua) baseada no Renault 12, com um hatchback. Os trabalhos para este modelo começaram na década de 1980, razão pela qual o carro parecia desatualizado desde o momento em que saiu da fábrica, em 1995. No ano seguinte, foi lançada a versão reestilizada, de aspecto mais moderno e mais popular.
A carroceria hatchback abrigava um layout montado transversalmente, com motor dianteiro e tração dianteira, oferecendo cinco portas e cinco assentos. O motor era a antiga unidade baseada em Cléon do resto da linha Dacia, embora a versão 1.6l GT tivesse injeção eletrônica com um Bosch MonoMotronic em 1998 (daí GTi). A versão GT era alimentada por um carburador Carfil de cano duplo, proveniente do Oltcit Club, que oferecia um desempenho muito bom, mas à custa de um consumo de combustível bastante elevado.
O Dacia Nova foi apreciado pelo seu bom comportamento na estrada, peso leve e motor potente.
Embora mais moderno em todos os aspectos do que a gama clássica da Dacia, a qualidade da carroçaria era geralmente pior, havia menos espaço para bagagens e o Nova era mais caro. Tudo isto combinado garantiu que o Nova nunca fosse um best-seller na família Dacia e não sobrevivem muitos exemplares até hoje. Foi substituído pelo SupeRNova no ano 2000.